# كارلوس جنكينز
كارلوس جنكينز (بالإنجليزية: Carlos Jenkins)‏ هو لاعب كرة قدم أمريكية أمريكي، ولد في 12 يوليو 1968 في بالم بيتش في الولايات المتحدة.

## وصلات خارجية
- كارلوس جنكينز على موقع مرجع كرة القدم المحترفة.كوم (الإنجليزية)
- كارلوس جنكينز على موقع كلية كرة القدم في سبورتس رفرنس.كوم (الإنجليزية)